# Nikola Pašić
Nikola Pašić (cyrilicí Никола Пашић; 18. prosince 1845 Veliki Izvor, Srbsko – 10. prosince 1926 Bělehrad, Království SHS) byl srbský předseda vlády Srbského království a později Království Srbů, Chorvatů a Slovinců. Tuto funkci zastával hned několikrát, hlavně v období politické nestability a častého střídání vlád v první polovině 20. let 20. století. Byl však odmítnut Regentem při sestavování první vlády společného státu v roce 1919. V 19. století také zastával funkci primátora Bělehradu. Politicky patřil k stoupencům ideje velkého Srbska.[zdroj?] Od socialistických názorů, které zastával v mládí, přešel později k demokratickému přístupu, ke stáru pak zastával pozice národně-konzervativní.

## Srbské království
Byl významným představitelem radikální strany od doby jejího vzniku na počátku 80. let 19. století. Za účast strany v Timocké vzpouře byl odsouzen k trestu smrti, ještě předtím ale uprchl do Bulharska. Vrátit se do Srbska mohl poté, co byl roku 1889 v souvislosti se vzestupem radikální strany omilostněn. V roce 1891 se stal poprvé předsedou vlády. Znovu byl odsouzen při represích po neúspěšném atentátu na krále Alexandra, na kterém se však strana nepodílela. Za vypočítavé přiznání nepřímé viny byl vzápětí omilostněn. Jeho postoje v té době přispěly k rozdělení radikální strany, od které se oddělila Nezávislá radikální strana.